# Daniel Soreau
Daniel Soreau (* in Antwerpen; † begraben am 28. März 1619 in Hanau) war ein deutscher Maler, der das Genre Stillleben in Hanau und Umgebung etabliert hat.

## Leben
Soreau erhielt im Jahr 1586 das Bürgerrecht in Frankfurt am Main und heiratete Johanna Flamen. Von seinem Vater Johann Soreau aus Tournai erbte er eine Wollhandelsgesellschaft. Diese Firma betrieb er zusammen mit seinem Bruder Simon Soreau, sowie seinem Schwager Stefan van Ninhoven, konnte aber ihren Konkurs im Jahr 1601 nicht verhindern. Zeitweise hatte die Gesellschaft den gesamten Wollhandel Hessens und der Wetterau kontrolliert.
Als Sprecher der Welschen Protestanten war er 1597 zusammen mit Peter t’Kindt, Cornelius van Dael Louis de Blécourt und anderen mitverantwortlich dafür, dass viele Glaubensflüchtlinge aus Frankfurt in die frisch gegründete Hanauer Neustadt abwanderten.
Er unterstützte mit seinem Wissen aus den Bereichen Architektur und Kunst dort den Stadtgründer Philipp Ludwig II. von Hanau-Münzenberg bei baulichen Vorhaben, wie der Wallonisch-Niederländischen Kirche.

## Werk

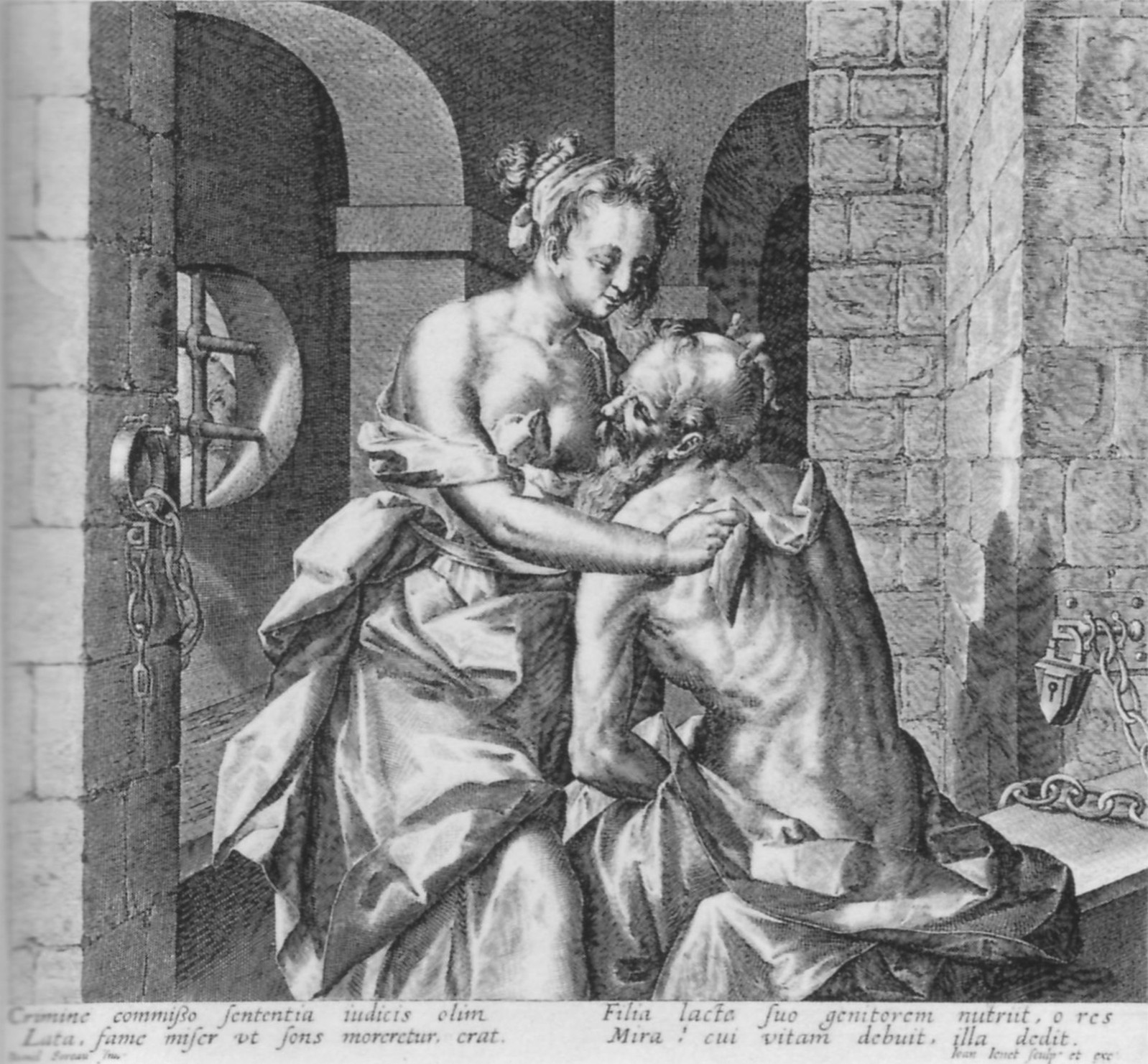
Caritas Romana. Stich von Johann Jenet nach einem Werk von Daniel Soreau

Bisher sind keine Gemälde bekannt, die belegbar von Soreau stammen. Allerdings existieren ein bzw. nach den Angaben im Allgemeinen Lexikon der Bildenden Künstler von der Antike bis zur Gegenwart zwei Stiche von Johann Jenet, deren Grundlage Soreau zugeschrieben werden: Eine Darstellung der Caritas Romana in der Albertina Wien mit dem Verweis auf Soreau, sowie eine Abbildung der Enthauptung von Johannes dem Täufer. Ein Früchtekorb-Stillleben wurde ihm mehrfach zugewiesen, aber nie ausreichend belegt. Es wird mittlerweile angenommen, dass es von Jacob van Hulsdonck stammt, der seinen Sohn Isaak Soreau beeinflusste.

## Familie
Begründer dieser Familie war Johann Soreau der Ältere († 1567), 1554 aus Belgien nach Frankfurt am Main eingewandert ⚭ Clara (geborene Petit, † 1588).
- Eine Tochter ⚭ Robert d’Orville († 1582), Teilhaber die Wollhandelsgesellschaft 1572
  - Samuel d’Orville (* 1580: † 1636), Tuchhändler im Würzburger Eck
- Johann Soreau der Jüngere († 1580), übernahm die Wollhandelsgesellschaft 1572, war mindestens zweimal verheiratet ⚭ 1578 in Heidelberg mit Anna Belier
  - Simon Soreau ⚭ Francoise de Cobecq
  - Daniel Soreau ⚭ Johanna (geborene Flamen), er siedelte, ebenso wie sein Bruder Simon, um 1600 nach Neu Hanau über
    - Daniel Soreau (am 11. März 1599 in Frankfurt getauft)
    - Zwillinge Isaak († nicht vor 1645) und Peter († vor 1672) beide am 17. Oktober 1604 in Hanau getauft

  - Tochter ⚭ 1581 Stefan van Ninhoven (von Ninofen)
  - Tochter Francina ⚭ Heidelberger Kaufmann Carl Belié (Belier), Erbauer des Hauses „zum Ritter St. Georg“
  - Peter Soreau ⚭ Maria, eine Tochter des Seidenhändlers Balthasar von der Hoiken, blieb in Frankfurt
    - Sarah Soreau (getauft am 3. Januar 1605 in Frankfurt a. M.) ⚭ 15. Februar 1627 Peter Binoit
    - Daniel Soreau, wurde Spezereihändler und Zuckerbäcker
      - Isaak Soreau ⚭ 1670 Petronelle Binoy, Spezereihändler und Zuckerbäcker

## Schüler und Rezeption
Zu seinen Schülern zählten sein Neffe Daniel (* 11. Dezember 1597), sowie seine beiden Söhne Isaak und Peter. Außerdem unterrichtete er Peter Binoit, der später Soreaus Nichte Sarah heiratete. Obwohl Daniel Soreau, nach eigener Aussage, nur seine Freunde bzw. Verwandten unterrichten wollte, akzeptierte er auch Sebastian Stoskopff als Schüler, der nach Soreaus Tod dessen Werkstatt übernahm.
Erwähnt wird Soreau zweimal in der Teutschen Academie von Joachim von Sandrart aus dem Jahr 1675, der von Soreau ersten künstlerischen Unterricht erhalten hatte. Außerdem ist ihm die zweite Auflage von Architectvra. Von Außtheilung, Symmetria vnd Proportion der Fünff Seulen, und aller darauß volgender Kunst Arbeit, von Fenstern, Caminen, Thürgerichten, Portalen, Bronnen und Epitaphien (Nürnberg, 1598) von Wendel Dietterlin gewidmet.
Sandrart berichtete, dass der aus Welsch-Niederland gebürtige Daniel de Soriau

„[…] die grosse Kunst-Liebe noch in seinen alten Tagen in den studien der Mahlkunst und Ausbildung grosser Figuren, Contrafäten auch stillstehenden Sachen, so weit gebracht [hat], dass er leicht alle andere Meister selbiger Revier damalen übertroffen; derent halben er auch seine Kaufmannschaft verlassen, und mit besonderm Lob den Pensei geführet; seinen grossen Verstand und Wissenschaft in der Baukunst bezeuget obgenannte Stadt Hanau, deren grosse Kirchen, treffliche Häuser, Pforten und Wälle, gleichsam als stumme Redner seine Kunst preisen. Zu meiner Zeit, als ich mich in der Zeichen-Kunst zu Hanau unterrichten liess, waren etliche seiner Söhne sehr fleissig in diesen […] Ohn allein, dass sich ein Peter Soriau zu Frankfurt noch dato solle aufhalten, welcher in Contrafäten, Blumen und Früchte ein gutes Lob haben solle.“